# Too Tough to Die Live
Too Tough to Die Live è un album live, postumo di Dee Dee Ramone, registrato durante un concerto svoltosi al club "The Spa" di New York.
Il titolo di questo album deriva dall'ottavo album dei Ramones, Too Tough to Die.

## Tracce[1]
1. 53rd & 3rd
2. Beat on the Brat
3. Mister Postman
4. Born to Lose
5. Chinese Rocks
6. I Wanna Be Sedated
7. I Don't Care
8. Horror Hospital
9. Locomotion (cover della versione di Kylie Minogue)

## Formazione[1]
- Dee Dee Ramone - voce e basso
- Paul Kostabi - batteria
- Michel Solis - chitarra e seconda voce